# Cosmisoma taunayi
Cosmisoma taunayi là một loài bọ cánh cứng trong họ Cerambycidae.